# Khaled al-Harbi
Khaled bin Ouda bin Mohammed al-Harbi (arabiska: خالد بن عودة بن محمد الحربي), född omkring 1963, är en saudier associerad till Usama bin Ladins mujaheddin-gruppering på 1980-talet. Han tros även ha samarbetat med bin Ladin och al-Qaida i mitten av 1990-talet. Han är också känd som Abu Suleiman al-Makki (arabiska: ابوسليمان المكي), har tjockt skägg och är rullstolsbunden. Han blev förlamad från midjan och nedåt efter att ha stridit i kriget i Bosnien 1992.
Al-Harbi är Ayman az-Zawahiris svärson.